# The Thing (videojuego)
The Thing (En español La Cosa) es un videojuego de terror y supervivencia de disparos en tercera persona de 2002 desarrollado por Computer Artworks y distribuido por Vivendi Universal Games (bajo el sello Black Label Games) y Konami para consolas. Fue lanzado para Microsoft Windows, PlayStation 2 y Xbox. También se planearon versiones para Game Boy Color y Game Boy Advance, pero ambas fueron canceladas temprano en el desarrollo. En diciembre de 2024, se lanzó una versión remasterizada para plataformas modernas.
Establecida como una secuela de la película de La Cosa de John Carpenter en 1982, la historia se centra en el capitán Blake, miembro de un equipo de las Fuerzas Especiales de los EE. UU. Enviado al puesto antártico presentado en la película para determinar qué le sucedió al equipo de investigación. El juego fue respaldado por John Carpenter, quien interpreta a un personaje en un cameo no acreditado.
La Cosa fue un éxito comercial; vendiendo más de un millón de unidades en todo el mundo en todas las plataformas, y recibió críticas generalmente positivas. Una secuela estaba en las primeras etapas de desarrollo, pero fue cancelada cuando Computer Artworks entró en suspensión de pagos en 2003.

## Modo de Juego
El juego básico en La Cosa es un tradicional videojuego de disparos en tercera persona; el personaje del jugador, Blake, puede correr y disparar, ametrallar, agacharse, interactuar con el entorno, interactuar con los PNJ y usar objetos como linternas, extintores o bengalas. El jugador también tiene la opción de ingresar al modo en primera persona para una selección más precisa durante el combate. Sin embargo, cuando se está en modo de primera persona, el personaje no puede moverse, excepto dar un paso hacia la izquierda y hacia la derecha. El armamento incluye pistolas, granadas, rifles de francotirador, lanzallamas, escopetas, ametralladoras, rifles de asalto, lanzagranadas y ametralladoras pesadas fijas. Otros artículos presentados en el juego son los paquetes de salud, explosivos, municiones, kits de sangre portátiles e inyecciones de adrenalina.
Los enemigos vienen en tres variedades principales. "Scuttlers" son pequeñas cosas formadas a partir de las extremidades y apéndices del personal infectado. Son rápidos, pero débiles, y pueden ser asesinados simplemente disparando. Los "Caminantes" son más grandes que scuttlers, y mucho más fuertes. Para matarlos, el jugador debe debilitarlos usando fuego antes de usar el lanzallamas, ya que solo el fuego puede matarlos por completo. Y los jefes, que son más grandes y mucho más poderosos que Caminantes, y aunque cada uno requiere una estrategia específica para vencer, el principio es el mismo; debilitarlos con disparos antes de quemarlos.
Una de las principales características de la mecánica del juego de La Cosa es la inclusión de varios personajes no jugadores o PNJ que se unen a Blake en varios momentos del juego. En cualquier momento, el jugador puede controlar hasta cuatro personajes; Blake y tres PNJ. Hay tres tipos de PNJ en el juego; ingenieros, soldados y médicos. Los ingenieros pueden reparar cajas de fusibles, que controlan puertas cerradas, computadoras y guardan puntos. Los soldados tienen más salud y son mejores disparando que los ingenieros o los médicos. Por lo tanto, son más adecuados para el combate. Los médicos son capaces de curar tanto a Blake como a cualquier otro PNJ lesionado y llevar paquetes de salud ilimitados. El jugador puede emitir comandos básicos para cada PNJ, como ordenarles que sigan a Blake, ordenar que permanezcan donde están, ordenarles que le den a Blake su arma y, en el caso de los ingenieros, ordenarles que arreglen una caja de fusibles.
La inteligencia artificial de los PNJ está determinado principalmente por el "sistema de miedo/confianza". El sistema de confianza determina si los PNJ seguirán las órdenes de Blake y se unirán a él en el combate. Para hacerlo, el jugador debe asegurarse de que el PNJ confíe en Blake, y no sospeche que es una Cosa. Los PNJ tienen cuatro niveles de confianza; rojo, ámbar, verde y 100%. Rojo significa que están convencidos de que Blake es una cosa y lo atacarán. Ámbar significa que no están seguros de si es una Cosa, y aunque no lo atacarán, no seguirán sus órdenes. Verde significa que confían en él y seguirán sus órdenes. 100% significa que tienen fe completa en él, seguirán sus órdenes, e incluso si ataca a otro PNJ, lo apoyarán. Para ganarse la confianza de los PNJ, Blake puede darles armas y municiones, curarlos, ponerse en riesgo para protegerlos o usar un kit de análisis de sangre para demostrar que no es una Cosa. Las acciones que agotan la confianza incluyen disparar accidentalmente a sus compañeros de equipo, quitarles las armas o municiones al compañero de equipo, o apuntarles con un arma durante un período prolongado de tiempo para obligarlos a hacer algo.
El sistema de miedo dicta qué tan asustado está un PNJ dado. Hay tres niveles de miedo; normal, asustado y "Crack-up". Cuando un PNJ entra en el modo "Crack-up", Blake solo tiene una cantidad limitada de tiempo para reducir su nivel de miedo, o el PNJ se suicidara, atacará a Blake y a otros PNJ, atacará el medio ambiente o morirá de un ataque al corazón. Cada PNJ responde de manera diferente a los diferentes entornos; por ejemplo, los médicos tienden a asustar más fácilmente que los soldados. En general, sin embargo, el miedo aumenta al entrar en habitaciones cubiertas de sangre, entrar en lugares oscuros, encontrar cadáveres especialmente desfigurados, ser atacados por múltiples enemigos y escuchar a los enemigos, pero no poder verlos. Cuando un PNJ está asustado, afecta su rendimiento; los soldados se vuelven menos precisos, los ingenieros tardan más en reparar las cajas de fusibles y los médicos no curan a los personajes tan rápido. Blake puede reducir el miedo al dar adrenalina a los PNJ, llenando sus municiones, alejándose de ubicaciones particulares, o derrotando enemigos sucesivamente.
El juego también presenta un sistema de infección, que determina si un PNJ está o no infectado por la Cosa. Aunque la mayoría de los PNJ tienen secuencias de comandos para transformarse en una Cosa en puntos específicos del juego, también pueden infectarse en cualquier momento antes de esto. Cuando el equipo es atacado por los enemigos, la posibilidad de infección se basa en un sistema de probabilidad por el cual cualquier compañero de equipo que entra en contacto directo con un enemigo puede estar infectado. Aunque la infección no altera su comportamiento inmediato, los convertirá en una cosa tipo caminante después de un período de tiempo determinado, momento en el que atacarán al equipo.

## Argumento
El juego comienza en el US Outpost 31 en la Antártida, poco tiempo después de los eventos de la película. Dos equipos de las Fuerzas Especiales de los EE. UU. Han llegado para investigar el campamento estadounidense y el campamento noruego cercano. El Capitán JF Blake (voz de Per Solli) es el líder del Equipo Beta, que está investigando el campamento estadounidense, mientras que el Equipo Alfa, bajo el mando del Capitán Pierce, investiga el campamento noruego. Ambos equipos están bajo el mando del general Coronel Whitley (William B. Davis), que está en comunicación constante a través de la radio. Mientras se investiga Outpost 31, Equipo Beta pronto descubrirá la pequeña nave espacial fabricada por la Cosa-Blair y una grabadora con un mensaje de RJ MacReady, que describe cómo ya nadie confía en nadie. Luego encuentran información que detalla cómo la base ha sido infiltrada por una forma de vida extraterrestre que es capaz de imitar la apariencia física y las características de cualquier organismo vivo que asimila. También encuentran el cuerpo de Childs, uno de los dos supervivientes al final de la película, que murió de hipotermia. El otro superviviente de la película, MacReady, no se encuentra por ningún lado. Bajo las órdenes de Whitley, el Equipo Beta instaló explosivos C-4 en toda la instalación, los cuales son detonados remotamente, destruyendo el puesto de avanzada.
Mientras que el resto del equipo Beta se transporta en avión a la seguridad, Blake se dirige al campamento noruego para localizar y reforzar al equipo Alpha, con quien se ha perdido el contacto. Pronto se da cuenta de que han sido atacados y dispersados por una horda de "scuttlers"; extremidades pequeñas y apéndices de cosas mucho más grandes. Finalmente Blake encuentra a Pierce. Sin embargo, se ha vuelto paranoico, creyendo que todos estarían infectados y exigiendo que Blake acceda a un análisis de sangre para demostrar que todavía es humano. Blake lo hace, y él y Pierce se disponen a encontrar la manera de restablecer la comunicación con Whitley. Sin embargo, pronto se separan, y sin otra opción, Blake continúa, buscando la sala de radio, pero al descubrir que alguien ha robado la radio y huido a un almacén cercano.
De camino al almacén, Blake encuentra a Pierce en un observatorio. Sin embargo, está infectado, y en lugar de permitirse convertirse en una Cosa, Pierce se dispara en la cabeza. Blake continúa persiguiendo al hombre con la radio, finalmente descubriendo que él es una Cosa. Blake lo mata y toma la radio. Continuando, ingresa a la sub-instalación "Pyron" debajo de la base noruega, aprendiendo de una compañía llamada Gen-Inc., Que ha instalado un equipo de investigación bajo el mando del Dr. Sean Faraday (John Carpenter). Gen-Inc. había estado realizando experimentos biológicos sobre las cosas cuando su equipo estaba infectado, y ahora solo unos pocos sobrevivientes permanecen dentro de las instalaciones. Blake rescata a Faraday e intenta irse. Sin embargo, Whitley le impide hacerlo por lo que le dispara con un arma tranquilizadora, y le revela a Faraday que se ha infectado con el gen Thing, afirmando que es controlable, algo de lo que él es una prueba viviente y, por lo tanto, demuestra su capacidad como arma. Cuando Faraday intenta erradicar el virus Thing, Whitley lo mata.
Blake despierta en la instalación de investigación "Strata", ahora abandonada, y descubre que sus células tienen una resistencia única a la infección por el virus Thing. Después de escapar de su confinamiento, desentraña una conspiración del gobierno según la cual Gen-Inc. aisló una forma microbiológica de la cosa llamada el "virus de la nube", que estaba destinado para su uso en la guerra biológica. Sin embargo, Thing infectó a todos en la instalación. Blake se entera de que Whitley estaba a cargo de toda la operación y se inyectó una cepa del virus conocido como "Cloud Virus B4" en un intento de curar su cáncer terminal.
Blake se abre paso entre las instalaciones, luchando contra numerosas operaciones clandestinas bajo las órdenes de Whitley, así como muchas cosas. Al saber que Whitley planea distribuir el virus Thing en todo el mundo utilizando una flota de aviones, puede destruirlos antes de despegar. Finalmente, Blake se enfrenta al propio Whitley. Él lo prende fuego, pero Whitely está ileso. Él explica que un equipo de puente aéreo está en camino y que cuando llegue, comenzará la exposición global. Whitley huye hacia la base, perseguido por Blake. En el sitio parcialmente excavado de la nave espacial original Thing, Whitley se transforma en una criatura Thing masiva. Blake se encuentra con un piloto de helicóptero, que lo ayuda a vencer al Whitley-Thing. Cuando el helicóptero se aleja de la base, el piloto se revela como RJ MacReady.

## Desarrollo
En el año 2000, cuando Universal Interactive comenzó a buscar en el catálogo posterior de películas de Universal Studios con potencial de adaptación como franquicias de videojuegos, rápidamente decidieron que una de las propiedades intelectuales más lucrativas era la película de 1982 dirigida por John Carpenter, La Cosa. La película se basó en la historia corta de John W. Campbell de 1938 "Who Goes There?", Que ya había sido filmada por Howard Hawks en 1951 como La Cosa del otro mundo. La versión de Carpenter fue la iteración más conocida de la historia, sin embargo, y el final ambiguo de la película fue visto como particularmente atractivo en términos de un videojuego que podría explorar lo que sucede después de los eventos de la película. Universal y Konami anunciaron el juego el 20 de septiembre de 2000, antes de que comenzara el desarrollo, confirmando que no sería una adaptación de la película, sino una continuación. También revelaron que el juego se lanzaría para "consolas de próxima generación", de las cuales solo se confirmó inicialmente la Xbox, así como Game Boy Color y Game Boy Advance (aunque ambas versiones de Game Boy se cancelaron al principio de la producción).
Basado en el videojuego del 2000 de Computer Artworks, Evolva, Universal los invitó a hacer un lanzamiento para el juego. Para el terreno de juego, Computer Artworks reskinned un nivel de Evolva con un tema antártico y una criatura similar a una cosa como una pelea de jefe. El tono impresionó a Universal lo suficiente, y el acuerdo fue firmado. Según el director del juego, William Latham, "Universal fue muy bueno para trabajar. Nos dijeron que ideáramos ideas originales. No era como una licencia de Harry Potter. No había pautas estrictas, siempre y cuando ya que conservamos la calidad del trabajo original". Inspirándose en Aliens, la versión de 1956 de Invasion of the Body Snatchers, Half-Life y Area 51 en sus teorías de conspiración, Computer Artworks comenzó a trabajar en el juego en noviembre del 2000. El 16 de enero, anunciaron que el juego también se lanzaría para Windows, con una fecha de lanzamiento programada para mediados de 2002.  El juego se mostró por primera vez en el "Día del jugador" de Universal Interactive el 13 de agosto, donde se confirmó que también llegaría para la célebre PlayStation 2. Se mostró una demo no jugable y se realizó una sesión de preguntas y respuestas con los desarrolladores. Universal reveló detalles de los sistemas de miedo/confianza e infección, que según ellos formarían un aspecto integral del juego básico.
El 25 de marzo de 2002 se lanzó una demo jugable para PlayStation 2. En una entrevista con GameSpot el 1 de abril, el productor de Universal Interactive Peter Wanat explicó que "la dinámica de confianza y miedo nació de la película y el simple hecho de necesitábamos darles a los PNJs principales personajes con los que interactuar. Todo eso, sin saber quién era humano y quién era "la cosa", fue una gran parte de la película y funcionó muy bien para el juego ". Wanat citó juegos como Resident Evil, Silent Hill, Grand Theft Auto III y Max Payne como influencias. Sin embargo, afirmó
```
la jugabilidad es más acción de terror. Nos hemos basado en todos los elementos de los juegos de terror de supervivencia en el pasado, pero lo que queríamos hacer era alejarnos del lento estilo de juego durante horas, lo que nos hacía más propensos a quedarnos dormidos que a humedecer nuestros pantalones de miedo. Así que hicimos los aspectos del disparo más frenéticos para realmente despertar al jugador. Entonces, cuando disminuimos el ritmo, tu sensación de que en cualquier momento puede volver a ponerse peludo realmente comienza a complicarte.
[
15
]
}}
```

Hablando en 2014, Latham reiteró las afirmaciones de Wanat de que los sistemas de miedo/confianza e infección provenían del deseo de reproducir un elemento fuerte de la película;
En los primeros días de los juegos basados en escuadrones, la mecánica de miedo, confianza e infección era bastante innovadora para la época. Vino de reuniones muy tempranas donde todos miramos la película para encontrar identificadores de marca. Decidimos que debería haber un nuevo elemento de IA que imitara lo que sucedió dentro de la película: nunca se sabe quién va a cambiar.
Del mismo modo, el diseñador Andrew Curtis dijo
```
Siempre planeamos que La Cosa fuera más acción-terror, y al haber tenido cierta experiencia en juegos basados en escuadrones con Evolva , parecía correcto tener el juego como un escuadrón para poder apoyar las ideas centrales de miedo, confianza e infección. Se trataba más de la tensión de no saber lo que iba a suceder a continuación: ¿el tipo al lado tuyo iba a intentar dispararte, enloquecerte o transformarte en una monstruosa bestia con tentáculos palpitantes?
[
9
]
```

Originalmente el juego iba a ser más abierto basado en el mundo, con la posibilidad de que cada PNJ pudiera convertirse en una Cosa en cualquier momento completamente al azar. Curtis también esperaba que el jugador pudiera llegar al final del juego con muchos, tal vez todos, de los PNJ aún con vida. Sin embargo, este tipo de final abierto resultó imposible de implementar, y Curtis señaló que "por supuesto, fue muy ingenuo ya que causó grandes problemas con el menú de comandos de escuadrón y equilibró dinámicamente los encuentros y los recursos necesarios para el PNJ". En última instancia, los personajes de PNJ se escribieron para cambiar a Cosas en puntos específicos, independientemente de las acciones del jugador. Esto condujo a un aspecto muy criticado del juego; el jugador puede probar un PNJ para descubrir que es humano solo para que se convierta en una Cosa, un segundo después. El programador Diarmid Campbell explica
```
el sistema de infección se concibió como una simulación que tenía la capacidad de jugarse de forma diferente cada vez que jugabas, lo que conducía a una potencial rejugabilidad. Sin embargo, el juego también estaba guiado por historias con piezas que requerían caracteres específicos para infectarse en determinados momentos. Estos dos aspectos fueron constantemente tirando en diferentes direcciones. Creo que terminamos con un compromiso ligeramente desordenado con buenos elementos de historia y una mecánica genuinamente nueva, pero también algunas inconsistencias lógicas que, irónicamente, se volvieron evidentemente obvias si jugaste el juego más de una vez.
[
9
]
```

De manera similar, Latham afirma: "Tuvimos que reducirlo. Había algunos trucos para hacerlo entretenido. Intentamos imitar el comportamiento humano, pero al final del día no importaba demasiado cómo tratabas a tus compañeros".

## Recepción
La Cosa recibió "críticas generalmente favorables" en las tres plataformas; la versión para PlayStation 2 tiene un puntaje agregado de 78 sobre 100 en Metacritic, basado en veintisiete comentarios; la versión Xbox 78 de 100, basada en veintiún comentarios; la versión para PC 77 de 100, basada en diecinueve revisiones.
Kristan Reed de Eurogamer le dio a la versión de PlayStation 2 5 de 10, argumentando que el sistema de confianza/miedo "no es ni mucho menos una innovación de juego ordenada como una publicidad que algunas personas creen [...] Como un escuadrón basado El juego funcionaría mucho mejor si alguna vez tuvieras que preocuparte por la supervivencia de alguien. Como es el caso, la mayoría del equipo parece dividirse una vez que un nivel se acaba (o se convierten en extraterrestres en momentos predeterminados durante el mismo), por lo que simplemente te quedas usando cada PNJ como un medio de progresión". También criticaba los gráficos, que argumentaba "mira la vieja escuela, con mala textura , efectos de partícula poco interesantes y arquitectura vainilla". Concluyó "si puedes recoger La Cosa barata no te decepcionará demasiado; de ninguna manera es un mal juego, pero es aún más decepcionante gracias al hecho de que pudo haber sido brillante ".
Game Chop, de GameSpy, le dio a la versión de PC 3 de 5, y escribió " La Cosa comienza fuerte, pero es el tipo de juego en el que no tienes que sentirte mal por no terminar. Por supuesto, pagas por un premio completo. juego, así que si el valor en dólares es su criterio principal, sería mejor alquilar la película de John Carpenter, leer la historia corta original y luego reírse de la zanahoria ambulante en la versión de 1951 ". Tom Ham le dio 4 de 5 a las versiones de PlayStation 2 y Xbox, y escribió "no solo es un frenesí de acción y aventura, sino que también cuenta una historia realmente escalofriante". Combinado con gráficos de primera categoría, increíbles uso de sonido y una interfaz muy buena de confianza/miedo, La Cosa se las arregla para hacer lo que tantas películas de juego con licencia no han podido hacer, tener éxito".
En GameSpot Erik Wolpaw le otorgó a la versión de PC un 7,7 sobre 10, y a pesar de que era muy crítico del sistema de confianza/ miedo y los controles, concluyó " La cosa es un poco corto, no es especialmente eficaz en hacer que se sienta miedo, sus elementos de juego más intrigantes son algo extraños, y adolece de un esquema de control poco consistente. Sin embargo, gracias a algunos valores de producción elevados y escenas de acción consistentemente interesantes, La Cosa supera estos defectos. Podría haber sido genial, pero a la luz de la la historia accidentada de los juegos con licencia de películas, ser bueno en absoluto es un logro bastante impresionante". Ryan MacDonald le dio a la versión de PlayStation 2 in 8.4 de 10, y escribió: "cuando observas todo lo que ofrece el juego en términos de su jugabilidad, presentación e historia, es difícil no apreciar La Cosa si eres un fan de la película es basado en o simplemente un fanático del género de terror de supervivencia en general". También le otorgó a la versión de Xbox un 8.4 de 10, llamándola "la mejor de las tres, combinando gráficos nítidos similares a los encontrados en la versión para PC con el control superior estilo consola que se encuentra en la versión PlayStation 2".
Douglass C. Perry de IGN le dio las versiones de PlayStation 2 y Xbox un 8.3 de 10. Aunque fue crítico con la naturaleza del sistema de infección, concluyó que "mientras más profundo juegas, más satisfactorio y desafiante se vuelve, y el más te atrae. La Cosa tiene un buen ritmo, diseñado con una excelente variedad de niveles. Todo es consistente con la película, cuyo tema ha sido manejado con exquisito cuidado y pensamiento. Con la excepción de las pruebas de sangre y la historia bastante delgada, La Cosa garantiza su tiempo y dinero". Steve Polak se dio a la versión de la PC un 8.5 de 10, escribiendo "La Cosa" es en su mayor parte un juego inmersivo y agradable. Las imágenes y el sonido son de primera clase y la sensación de desesperación que sientes cuando te encuentras atascado afuera y a punto de sucumbir a los elementos o ser perseguido por manadas de criaturas asquerosas es muy real. Los elementos basados en escuadrones y la forma en que evitas que tus hombres pierdan la cabeza también se suman a la profundidad de la experiencia de juego".

### Ventas y premios
El juego fue un éxito comercial, vendiendo más de un millón de unidades en todo el mundo. En la Game Developers Conference del 2003, La Cosa ganó el premio "Game Innovation Spotlight".

## Secuela cancelada
Una secuela entró en desarrollo después de que el primer juego demostrara ser un éxito crítico y comercial, pero fue cancelado cuando Computer Artworks entró en suspensión de pagos en octubre de 2003. Según Diarmid Campbell, "teníamos el contrato para hacer la continuación y estábamos muy entusiasmados con eso. Teníamos un prototipo muy genial de "infección dinámica" y algo realmente imaginativo "estalló". Me gustó especialmente el que la persona se dividiría a la mitad y su mitad superior saltaría al techo y comienza a balancearse como un orangután con sus intestinos convertidos en tentáculos ". Sin embargo, el proyecto nunca se desarrolló más allá de la prueba de etapa de concepto, con Computer Artworks produciendo un poco de arte conceptual, que muestra ubicaciones y enemigos, y dos cortos videos de demostración, pero nada más.